# Cascade de Glandieu
La cascade de Glandieu est une cascade située dans le hameau de Glandieu, à la frontière des communes de Brégnier-Cordon et de Saint-Benoît dans le département de l'Ain.

## Présentation
Elle est composée de deux chutes successives, totalisant 60 mètres de hauteur, qui projettent l'eau du Gland dans la plaine du Rhône.
Jusqu'à une époque récente, une scierie de marbre installée au pied de la cascade, sur le territoire de Brégnier-Cordon, a utilisé l'énergie hydro-électrique de la chute. Deux petites centrales électriques sont encore en activité, une dans chaque commune.

## Illustrations

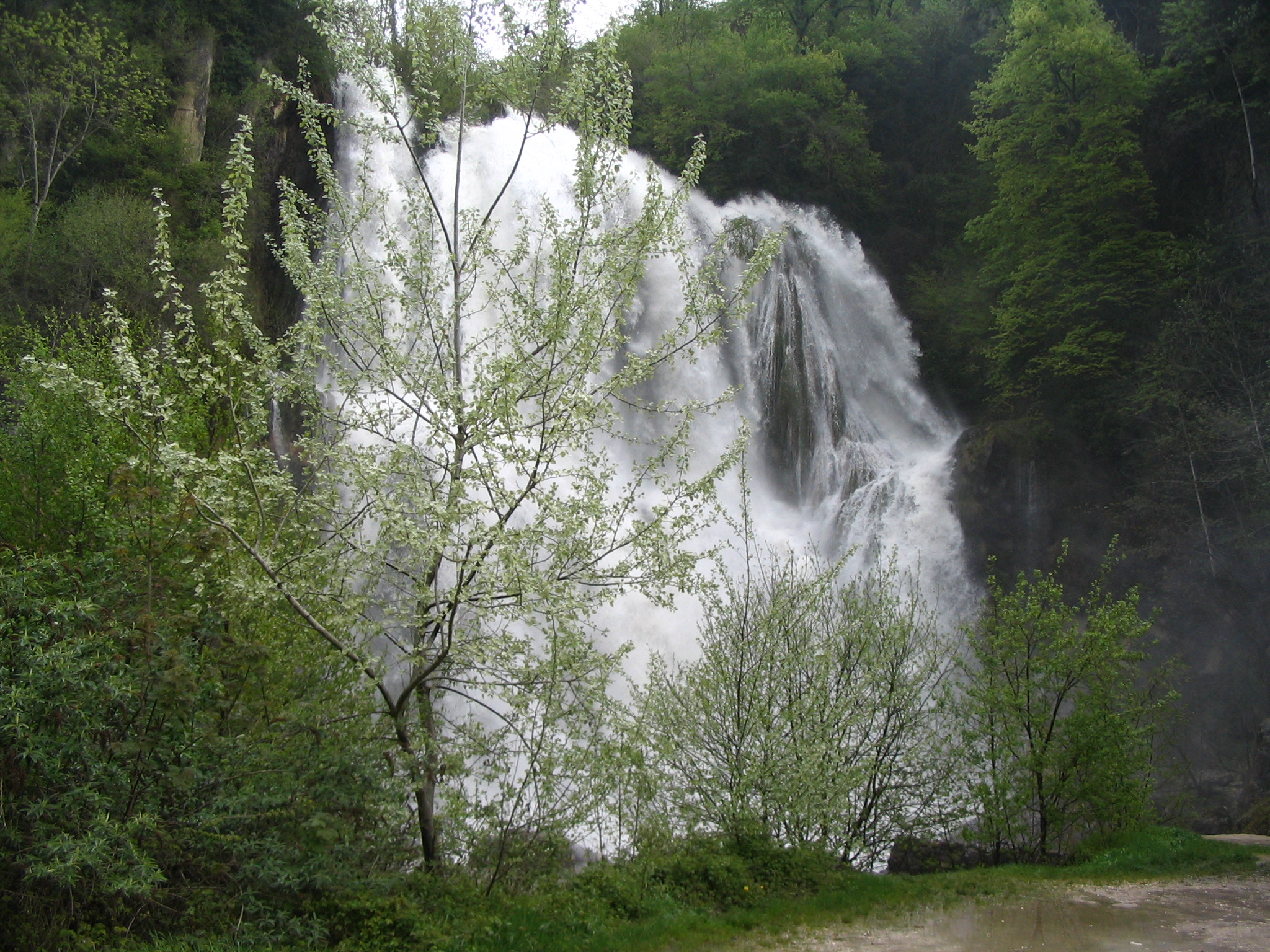
La cascade de Glandieu à la fonte des neiges.
- Cascade de Glandieu.
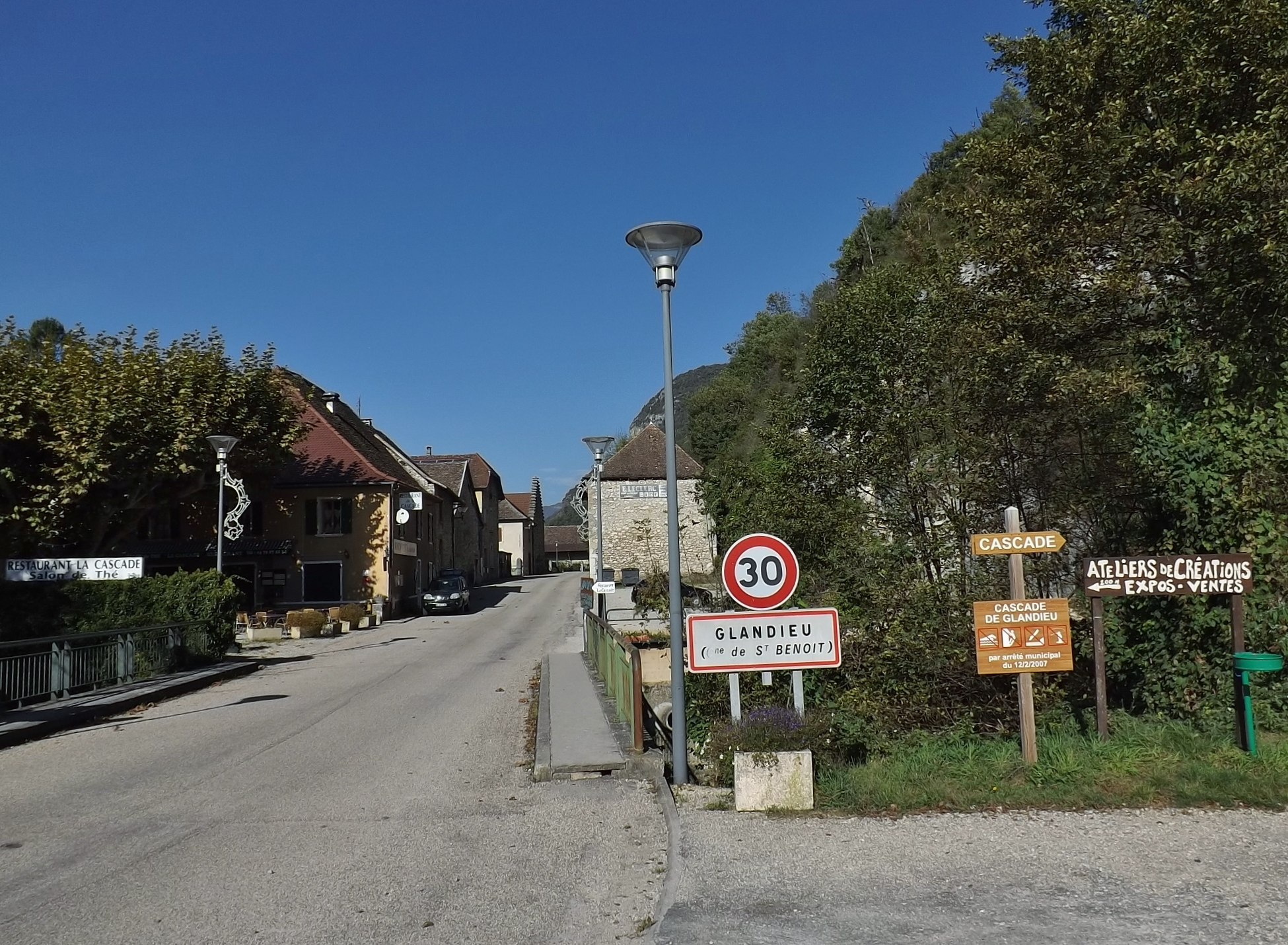
La frontière de Brégnier-Cordon à Saint-Benoît avec, à droite, le panneau menant à la cascade.
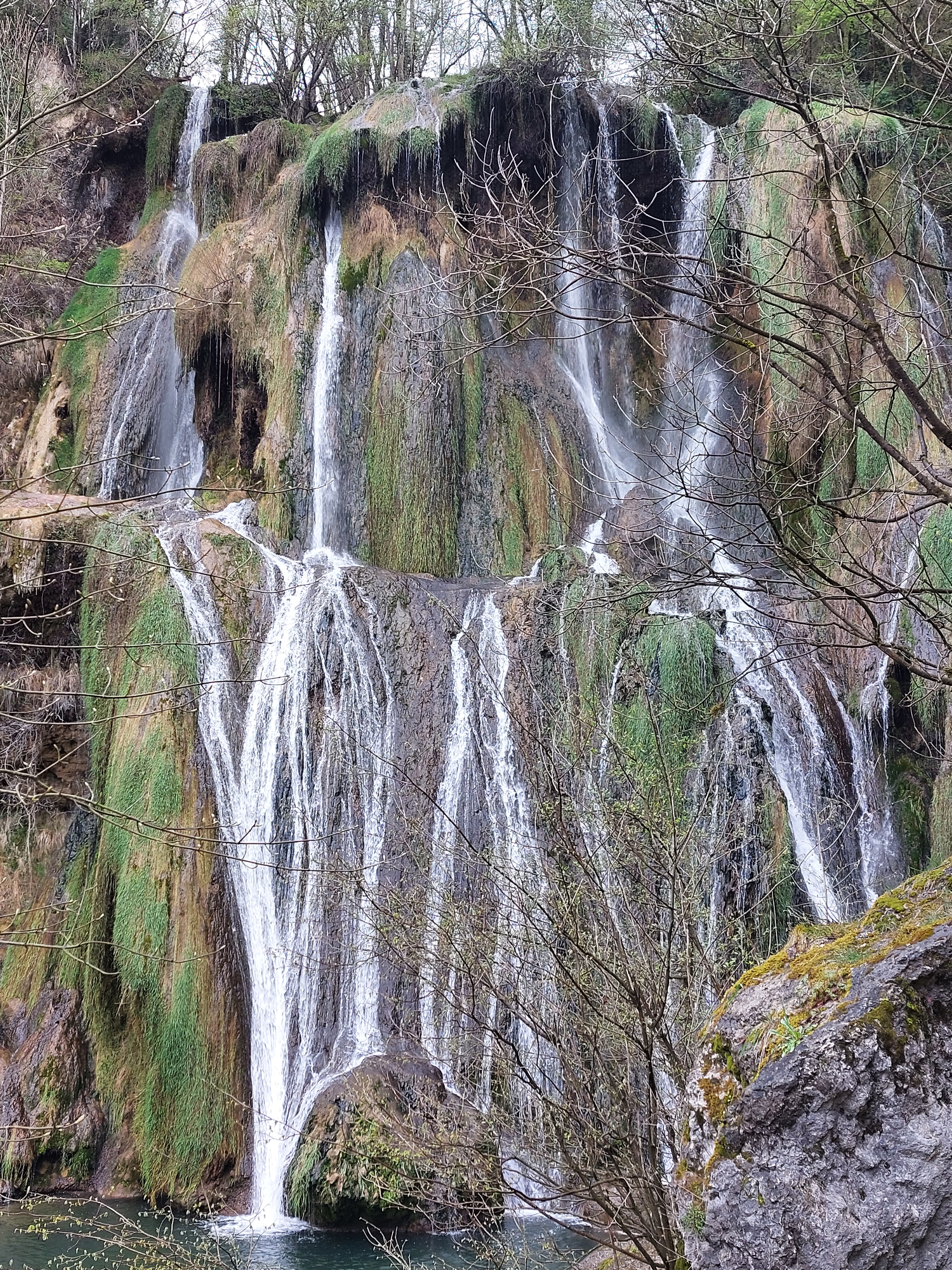
Une autre vue de la cascade.